# Maurizio Cazzati
Maurizio Cazzati, né en mars 1616 à Luzzara (duché de Guastalla) et mort le 28 septembre 1678 à Mantoue, est un organiste et un prolifique compositeur italien du XVIIe siècle. Sa musique instrumentale marque de façon décisive l’école de Bologne, dont il est le fondateur.

## Biographie

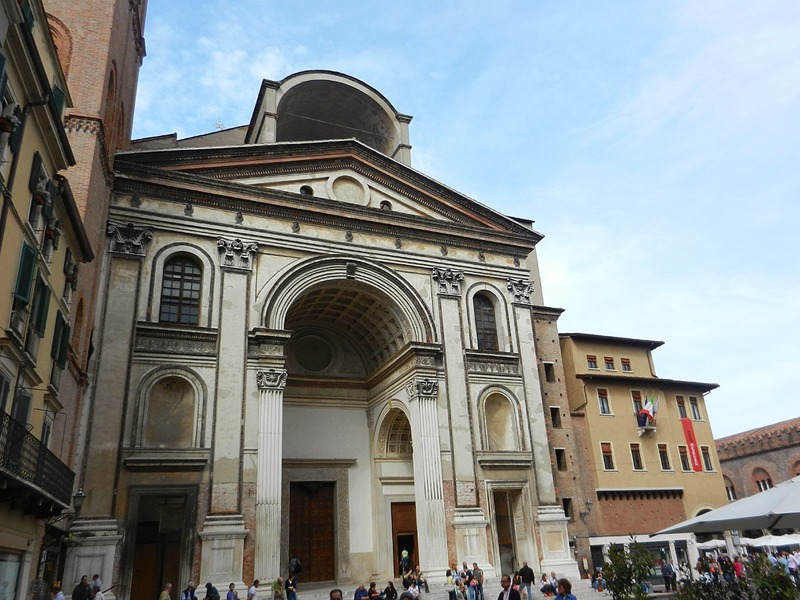
La Basilique Saint-André de Mantoue.

On connaît peu de chose de l'éducation de Maurizio Cazzati. Il est employé dès sa jeunesse par les seigneurs du pays, la famille Gonzague et l'élève de L. Grossi. Après avoir été ordonné prêtre, il est successivement directeur musical de plusieurs cités proches de son lieu de naissance, notamment Mantoue, Bozzolo, Ferrare et Bergame, où il succède d'ailleurs à ce poste à Pietro Andrea Ziani.
Dès 1641, Cazzati est maître de chapelle et organiste à la basilique de San Andrea de Mantoue. En 1648, il accède à la direction musicale de l’Accademia della Morte de Ferrare, puis il s’installa à Bergame, en tant que maître de chapelle de S. Maria Maggiore (1653–1655). Dans l’intervalle des quinze années de ces trois postes, il publie dix-huit recueils et n'est âgé que d'un peu plus de vingt ans, lorsque paraît la musique religieuse de son premier, en 1641 à Mantoue.

### Bologne
En 1657, son prestige lui vaut d'être nommé Maestro di Cappella à San Petronio, la plus grande église de Bologne, sans avoir eu besoin de postuler en bonne et due forme. Immédiatement après cette nomination, Cazzati entreprend de nécessaires réformes (réduction du nombre de chanteurs, des instruments à vent, lesquels sont remplacés par un groupe de cordes). Alors qu'il conserve le soutien de l'aristocratie, c'est la cause principale d'une hostilité de la communauté musicale de la ville qui l'entraîne dans de multiples conflits personnels avec d'autres musiciens de la chapelle. Il est notamment âprement critiqué par Lorenzo Perti (de) (l'oncle de Giacomo Antonio Perti) et Giulio Cesare Arresti — premier organiste de la chapelle et son successeur — qui remettent en question ses capacités de maestro. Cazzati n'y voit, pour sa part, que rancunes et jalousies.
Arresti publie en 1659 un pamphlet intitulé Dialogue entre un maître de musique et son élève, critique de la messe opus 17 de Cazzati, où figurent des erreurs peu conventionnelles de contrepoint. Le compositeur se défend avec éloquence, invoquant le droit du créateur à suivre sa pente naturelle quitte à transgresser les règles de la tradition. Les erreurs de la partitions sont corrigées dans une nouvelle édition en 1667 et la polémique cesse ; mais il n'en est pas moins censuré.
L’ostracisme dont il est touché l'oblige à créer, à partir de 1666, sa propre presse pour éditer ses œuvres, notamment les premières sonates pour violon seul, opus 55, en 1670. Contrairement à beaucoup de ses contemporains, Cazzati comprend le marché de l'imprimerie musicale et sa dynamique. Il est aussi le musiciens ayant produit le plus, avec soixante-six volumes imprimés de compositions, cent en comptant les réimpressions. Son œuvre est ainsi largement diffusée, même dans des pays lointains.
Il fonde également une académie, soutenu par les chanoines de San Petronio, concurrente de Accademia Filarmonica, où il ne peut accéder, sans doute empêché par Arresti. Il marque de façon décisive l’école de Bologne et l'église San Petronio est réputée pour la musique instrumentale qui agrémentait les offices (Sonata da chiesa).
Il est le maître de Giovanni Battista Vitali.

### Mantoue
En 1671, il démissionne de ses fonctions bolonaises pour retourner à Mantoue, où il se met au service de la duchesse Isabella en tant que Maestro di Cappella da Camera, et ensuite à la direction de la chapelle de la Basilique palatine Santa Barbara et ce, jusqu'à sa mort le 28 septembre 1678.

## Œuvre
Alors que seule une toute petite portion de ses énormes travaux a pu être conservée, son œuvre instrumentale, considérée de nos jours comme étant la plus fameuse et importante, est constituée de ses opus 18 et 35 qui inaugurent le style de l’école de Bologne et celui de la sonate à deux (premier exemple du genre), avec notamment trois sonates pour trompettes, ancêtre direct du concerto.
Il a écrit une dizaine d'oratorios, des cantates, des recueils de messes, motets, etc. L'un des ouvrages les plus représentatifs de la musique vocale étant l'opus 36, à la fois parmi les plus expérimentaux et le plus avant-gardiste de Cazzati. Les innovations de l'œuvre ont été vertement critiquées par certains musiciens, mais ensuite imités par ses collègues.

### Opus

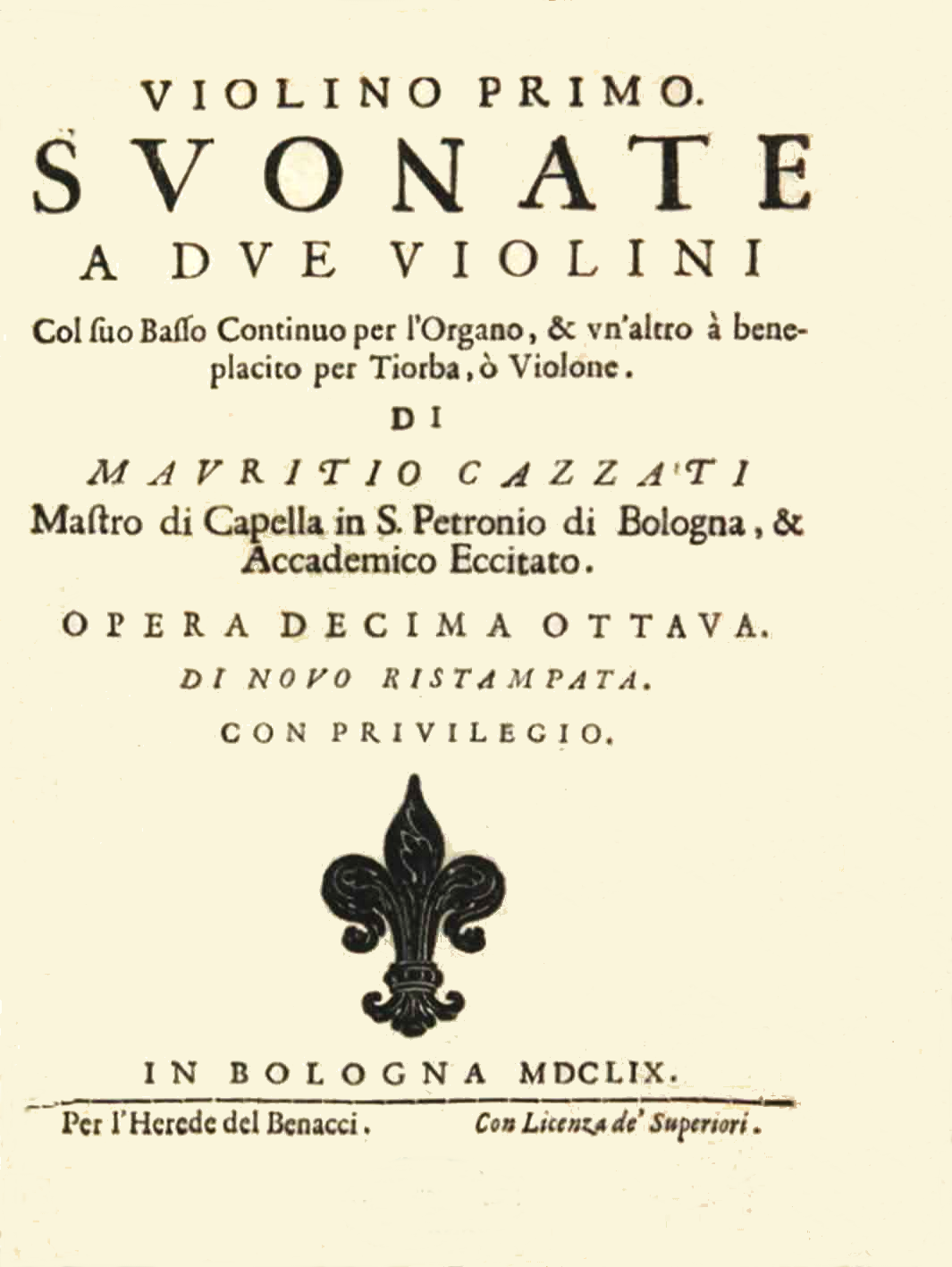
Page de titre de l'opus 18 (réimp. Bologne 1659).

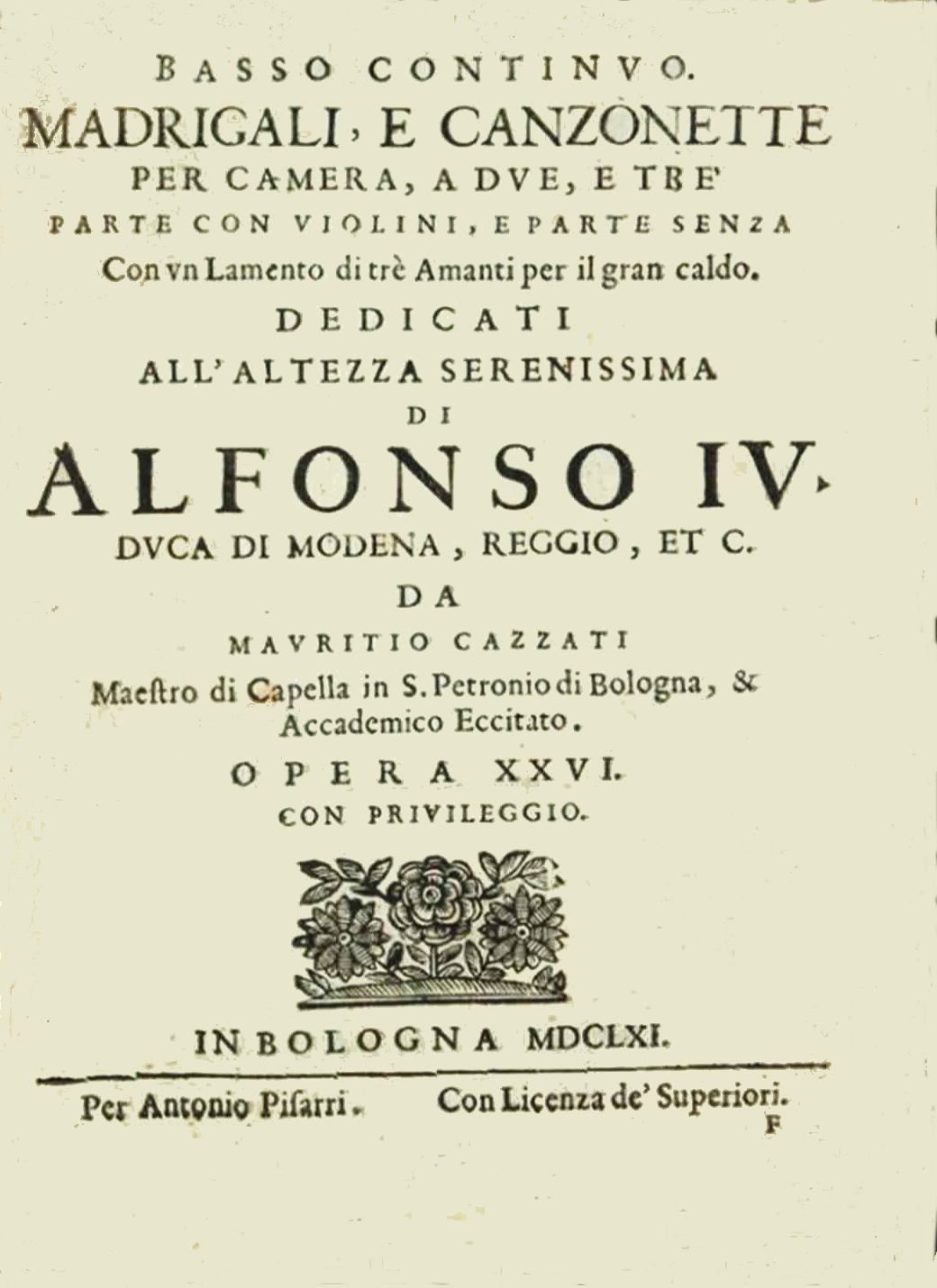
Page de titre de l'opus 26 (Bologne 1661).

- opus 1 : Salmi e messa… (Venise, 1641)
- opus 2 : Canzoni a tre, doi violini e violone, col suo basso continuo (Venise, 1642)
- opus 3 : Le concertate lodi della chiesa militante, 2 à 4 voix et basse continue (Milan, 1647)
- opus 4 : Correnti, balletti e gagliarde… a 3. e 4, (1647, Anvers, 1651 ; 1759)
- opus 5 : Il primo libre de Motteti à voce sola (Venise, 1647 ; Bologne, 1670)
- opus 6 : Il secondo libro de motetti a voce sola (1648)
- opus 7 : Compieta e letanie, à quatre voix (Venise, 1647)
- opus 8 : Il secondo libro delle sonate, 14 brani a 1, 2, 3, 4, 6 strumenti e b. c. (Venise, 1648)
- opus 9 : Messa e salmi e letanie, à trois voix et basse continue (Venise, 1648)
- opus 10 : Motetti a due voci… (Venise, 1648)
- opus 11 : Arie e cantate a voce sola (Venise, 1649)
- opus 12 : Motetti, 2 à 4 voix (Venise, 1650)
- opus 13 : Il terzo libro de motetti, à une voix (Venise, 1651)
- opus 14 : Messa e salmi, à 3 et 4 voix et instruments (Venise, 1653)
- opus 15 : Correnti e balletti alla francese e all'itagliana, Sonates polyphoniques (Venise, 1654)
- opus 16 : Motetti e hymni à une voix (Venise, 1655 ; 1658 avec deux violons, basse ad lib.)
- opus 17 : Messa primi toni e Salmi á 5 voce (Venise, 1655 ; éd. corrigée : Bologne, 1667)
- opus 18 : Suonate a due violini e basso continuo [12] (Venise, 1656 ; Anvers, 1657 et 1674 ; Bologne en 1659 et 1679) — dédié au duc de Mantoue Carlo II Gonzaga.
- opus 19 : Antifone, letanie, e Te Deum à huit voix (Venise, 1658)
- opus 20 : Cantate morali e spirituali a voce sola (Bologne, 1659)
- opus 21 : Salmi per tutto l’anno, à huit voix (Bologne, 1660)
- opus 22 : Trattenimenti per camera (musique du soir) (Bologne, 1660)
- opus 23 : Messa, e salmi pour alto, ténor, basse, violon et ripieno (Bologne, 1660)
- opus 24 : Tributo di sagri concerti, a 2–4 (Bologne, 1660)
- opus 25 : Il quarto libro de motetti, à une voix (Bologne, 1661)
- opus 26 : Madrigali e Canzonette per camera (Bologne, 1661)
- opus 27 : Canzonette per camera a voce sola (Bologne, 1661)
- opus 28 : Messe brevi, à 8 voci, con una concertata a 4 (Bologne, 1662)
- opus 29 : Hinni sacri per tutto l’anno a voce sola (1662)
- opus 30 : Correnti e Balletti per sonare… (Bologne, 1668)
- opus 31 : Messa e salmi per li defonti a cinque voci (Bologne, 1663)
- opus 32 : Antifone e Letanie concertante à 2, 3, 4 e 5 (Bologne, 1663)
- opus 33 : Salmi da capella (Bologne, 1663)
- opus 34 : Sacri concerti di motetti 2 voce (Bologne, 1664)
- opus 35 : Sonata a due, tre, quattro e cinque con alcune per Tromba (Bologne, 1665)
- opus 36 : Messa, e Salmi a Cinque Voci con Quattro Istromenti (Bologne, 1665) — dédié au Anziani Consoli et au Gonfaloniere di Giustizia de Bologne.
- opus 37 : Messa, e salmi à 4 voix, deux violons (Bologne, 1666)
- opus 38 : Salmi per le domeniche, à huit voix (Bologne, 1666)
- opus 39 : Il quinto libro de motetti à une voix (Bologne, 1666)
- opus 40 : Compieta concertata, à 2–4 voix, violons (Bologna, 1666)
- opus 41 : Il terzo libro delle canzonette (Bologne, 1666)
- opus 42 : Le quattro antifone annuali della B.V. Maria poste in musica (Bologne, 1667)
- opus 43 : Quarto libro di canzonette a voce sola (Bologne, 1667)
- opus 44 : Sacre Lamentationi della Settimana Santa (Bologne, 1668)
- opus 45 :  Benedictus, Miserere e Tantum ergo, à quatre voix, deux violons (Bologna, 1668)
- opus 46 : Quinto libro delle canzonette a voce sola con violini a beneplacito (Bologne, 1668)
- opus 47 : Sacri concerti, a 2 à 5 voix (Bologne, 1668)Table des douze sonates de l'opus 55 (1670).

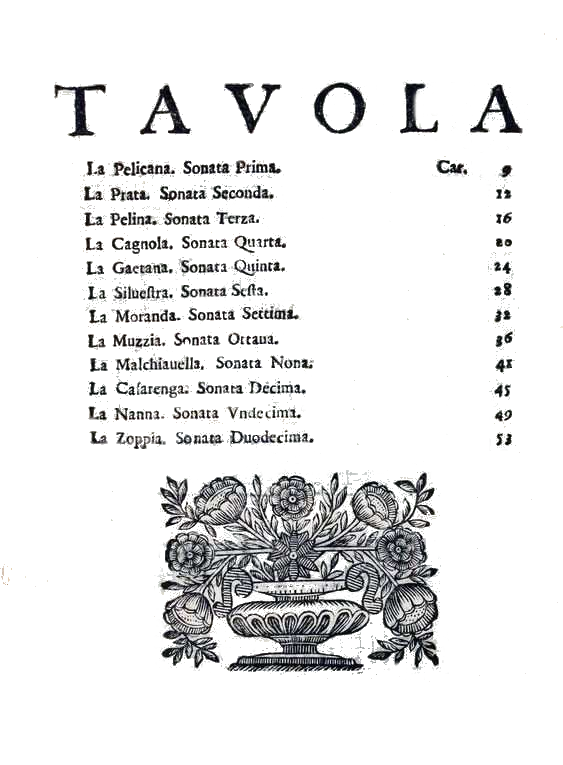
Table des douze sonates de l'opus 55 (1670).

- opus 49 : Diport spirituali per camera e per oratorii (Bologne, 1668) — dédiée à la duchesse de Modène, Laura d’Este.
- opus 50 : Varii e diversi Capricci per Camera e per Chiesa (Bologne 1669) — dédié à Isabella Gonzaga
- opus 51 : Salmi di terza con le tre sequenze correnti dell' anno (Bologne, 1669)
- opus 52 : Motetti à huit voix et basse continue (Bologne, 1669)
- opus 53 : Salmi di terza con le 3 sequenze correnti dell’anno (Bologne, 1669)
- opus 54 : Salmi brevi da capella à huit voix, basse continue (violoncelle ou théorbe) (Bologne, 1669)
- opus 55 : Sonate a due istromenti cioè violino é violone (Bologne, 1670 ; Anvers, 1676)
- opus 56 : Messa a capella, Magnificat à quatre voix (Bologne, 1670)
- opus 57 : Hinni sacri per tutto l’anno à quatre voix et basse continue (Bologne, 1670)
- opus 58 : Salmi brevi à quatre voix, deux violons (Bologne, 1671)
- opus 59 : L’armonia sacra dell’antifone une voix, libro primo (Mantoue, 1672)
- opus 63 : Il sesto libro delli motetti à une voix (Mantoue, 1676)
- opus 65 : Il ottavo libro dei motetti a voce sola (Bologne, 1678)
- opus 66 : Duetti per camera (Bologne, 1677)

### Œuvres perdues
- opus 60 : Antifone a voce sola
- opus 61 : Dialoghi amorosi da camera, pour 2 et 3 voix
- opus 62 : Introduzioni diverse a voce sola per Messe e Salmi
- opus 64 : Il settimo libro dei motetti a voce sola in contralto

### Musique sacrée
- Requiem
- Vespro di Sant'Andrea
- Missa austriaca
- Messa concertata a 5 (Requiem)
- Messa e Salmi per li defonti a 5 voci (Dozza, Bologne, 1663) — dédié au père Carlo Molza

### Musique de scène
- I gridi di Cerere ; dramma eroi-comico (Ferrare, 1652)
- Il carnevale esigliato; scherzo drammatico (Ferrare, 1652)

## Œuvre dédiée à Cazzati
Giovanni Francesco Savaro, La Psiche deificata, dell'archidiacono Savaro di Mileto, cantate (Benacci, Bologne, 1668)

## Discographie
- Messa e Salmi per li defonti et Messa concertata a 5 - A Sei Voci ; Ensemble Christophe Plaisance ; Ensemble polyphonique du Maine, dir. Bernard Fabre Garrus (août 2004, Studio SM D3030)
- Messa, e Salmi, op. 36 à Beromünster - Voces Suaves, dir. Francesco Saverio Pedrini (6-11 avril 2015, Claves Records 50-1605)
- Musique à Bologne autour de 1660 : extraits des opus 11, 12, 43, 46 et 49 — Ensemble Philomèle : Alice Borciani, soprano ; Clémence Schaming, violon ; Marie Schneider et Liselotte Emery, flûtes à bec, cornets ; Julie Dessaint, viole de Gambe ; Étienne Galletier, therorbe, guitare baroque ; Gwennaëlle Alibert, orgue, clavecin (août 2016, Claves) — Avec d'autres pièces de Carlo Donato Cossoni.
- Amor Profano, Amor Sacro : musique vocale sacrée et profane - Ens. Eridanus : Alessio Tosi, ténor ; Marta Redaelli, mezzo-soprano ; Efix Puleo et Daniela Godio, violons ; Rebeca Ferri, flûte à bec ; Gabriele Palomba, théorbe ; Lorenzo Feder, clavecin et orgue ; dir. Paolo Giorgi (2017, Brilliant Classics)